# اس‌اس وایکینگ (۱۹۰۵)
اس‌اس وایکینگ (۱۹۰۵) (به انگلیسی: SS Viking (1905)) یک کشتی بود که طول آن ۳۵۰ فوت (۱۱۰ متر) بود. این کشتی در سال ۱۹۰۵ ساخته شد.